# Фрауенкирхе (Нирнберг)
Фрауенкирхе, сада Римокатоличка жупна Црква Девице Марије, на источној страни главног трга, је једна од најважнијих  цркава у Нирнбергу која је изграђена по налогу  Карла IV а у време архитекта Петера Парлера (1352- 1362) у стилу готике- од опеке са великим бројем скулптура високог квалитета као и два споменика од Адама Крафта који су временом и делом јако рестаурирани.